# میک گودینگ
میک گودینگ (انگلیسی: Mick Gooding؛ زادهٔ ۱۲ آوریل ۱۹۵۹) بازیکن فوتبال اهل بریتانیا است.
از باشگاه‌هایی که در آن بازی کرده‌است می‌توان به باشگاه فوتبال پیتربورو یونایتد، باشگاه فوتبال روترهام یونایتد، باشگاه فوتبال ساوتند یونایتد، باشگاه فوتبال ردینگ، باشگاه فوتبال ولورهمپتون واندررز، باشگاه فوتبال چسترفیلد، و باشگاه فوتبال بیشاپ اوکلند اشاره کرد.